# Section des finances du Conseil d'État français
La section des finances est l'une des cinq sections administratives du Conseil d'État français.

## Dénomination
La dénomination de la section des finances a été réformée à de nombreuses reprises depuis le XIXe siècle :
- 1872 : Section des finances, de la guerre, de la Marine, des colonies et de l'Algérie
- 1873 - 1879 : Section des finances, de la guerre, de la marine et des colonies
- 1880 - 1890 : Section des finances, des postes et télégraphes, de la guerre de la marine et des colonies
- 1891 - 1931 : Section des finances, de la guerre, de la marine et des colonies
- 1932 - 1934 : Section des finances, de la guerre, de la marine militaire, de l'air, des pensions et des colonies
- 1935 - 1940 : Section des finances, des affaires étrangères, de la guerre, de la marine militaire, de l'air, des pensions et des colonies
- 1941 - 1945 : Section des finances, de la guerre, de la marine, de l'aviation et des colonies
- Depuis 1946 : Section des finances

## Missions
La section des finances a pour mission d’examiner les projets de textes (lois, ordonnances et décrets) relatifs aux finances publiques (impôts, taxes et redevances, dispositions budgétaires et comptables) et aux dispositions économiques et financières, ainsi que les conventions internationales.

## Composition
Composée d’une vingtaine de membres, la section des finances est assistée d’un secrétariat assurant un soutien logistique, une coordination tant avec les membres qu’avec l’administration et une assistance juridique.

### Présidence
La présidence de la section des finances a successivement été assurée par :
- 1872 - 1879 : Eugène Goussard
- 1880 - 1894 : Eugène Blondeau
- 1895 - 1902 : Charles Mojon
- 1903 - 1913 : Camille Lyon
- 1914 : Amédée de Rouville
- 1915 - 1919 : Henri de Moüy
- 1920 - 1923 : Clément Colson
- 1923 - 1928 : Élie Saint-Paul
- 1929 - 1934 : Michel Tardit
- 1935 - 1936 : Henri Chardon
- 1936 - 1942 : Emmanuel Fochier
- 1943 - 1944 : Albert Delfau
- 1945 - 1953 : Louis Loriot
- 1953 - 1960 : Charles Brasart
- 1960 - 1963 : Jean Toutée
- 1963 - 1969 : Philippe Renaudin
- 1969 - 1973 : Marcel Fouan
- 1973 - 1975 : Christian Chavanon
- 1975 - 1980 : Henri Lavaill
- 1980 - 1986 : Jacques Chardeau
- 1986 - 1989 : Jacques Boutet
- 1989 - 1994 : Bernard Ducamin
- 1994 - 1996 : Yves Galmot
- 1996 - 2001 : Jean Massot
- 2001 - 2007 : Olivier Fouquet
- 2007 - 2011 : Pierre-François Racine
- 2011 - 2017 : Henri Toutée
- 2017 - 2021 : Jean Gaeremynck
- 2021 - 2024 : Catherine Bergeal
- depuis 2024 : Philippe Josse